# Leptogenys processionalis
Leptogenys processionalis (Jerdon, 1851)  è una formica della sottofamiglia Ponerinae.

## Tassonomia
Sono note due sottospecie:
- Leptogenys processionalis processionalis, sottospecie nominale, diffusa in India, Sri Lanka e Indocina
- Leptogenys processionalis distinguenda, diffusa nel Borneo, in passato considerata come specie a sé stante (Leptogenis distinguenda)

## Biologia

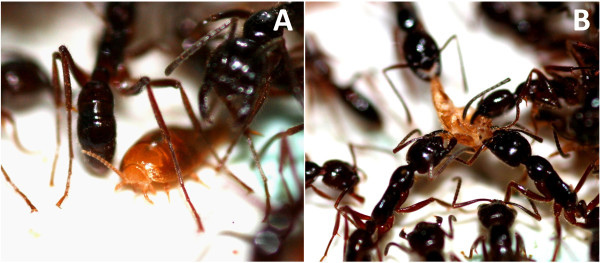
Interazioni tra operaie di L. processionalis distinguenda e Malayatelura ponerophila (Thysanura).

Sono formiche nomadi che alternano fasi sedentarie con fasi di migrazione, nel corso delle quali si dispongono in colonne rettilinee, regolate dal rilascio di feromoni da parte delle operaie.
Le colonie di questa specie ospitano una vasta fauna di organismi mirmecofili che comprende altri insetti, ragni, acari, crostacei e molluschi.